# Ribnjaci Poljana
Ribnjaci Poljana este o arie protejată (sit de importanță comunitară — SCI) din Croația întinsă pe o suprafață de 1.962,31 ha, integral pe uscat.

## Localizare
Centrul sitului Ribnjaci Poljana este situat la coordonatele 45°31′31″N 16°56′49″E / 45.525276°N 16.946849°E.

## Înființare
Situl Ribnjaci Poljana a fost declarat sit de importanță comunitară în iulie 2013 pentru a proteja 1 specie de animale.

## Biodiversitate
Situată în ecoregiunea continentală, aria protejată conține 1 habitat natural: Ape stătătoare oligotrofe până la mezotrofe, cu vegetație de Littorelletea uniflorae și/sau de Isoëto-Nanojuncetea.
La baza desemnării sitului se află o specie protejată de  mamifere: vidră de râu (Lutra lutra).